# Jay Sean

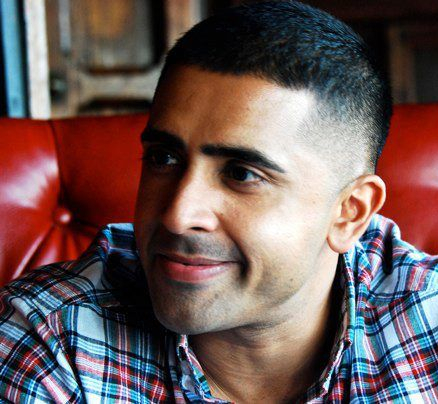
Jay Sean (2011)

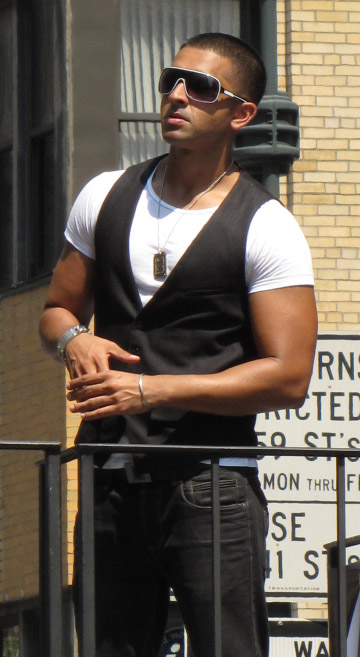
Jay Sean 2009 in New York

Jay Sean (* 26. März 1981 in London als Kamaljit Singh Jhooti) ist ein britischer R&B- und Pop-Sänger. Seine Eltern kamen Ende der 1970er Jahre aus Indien nach England. Jay Sean gehört der Religion der Sikh an.

## Biografie
Kamaljit Singh Jhooti wurde im Londoner Stadtteil Southall geboren und wuchs im Stadtbezirk Hounslow auf. Im Alter von 14 Jahren begann er in einer Rap-Gruppe namens Compulsive Disorder zu rappen, die später die Aufmerksamkeit lokaler Radiostationen gewann. Einziges Hindernis für Jay Sean war die größere Aufmerksamkeit, die seiner Nationalität zukam, anstatt seiner Musik. Da er in einem Land mit verschiedenen kulturellen Einflüssen wie dem Vereinigten Königreich aufwuchs, beeinflussten ihn seine schwarzen, weißen und asiatischen Freunde. Er besuchte die medizinische Schule QMW in London, verließ sie aber nach zwei Jahren, im Jahr 2003, um seiner Liebe, der Musik, zu folgen. Er begann mit den südasiatischen Musikproduzenten Rishi Rich und dem Punjabi Sänger Juggy D und mit DJ Chahal zu arbeiten. 2004 produzierte Jay Sean sein erstes Album Me Against Myself und hatte damit große Charterfolge. So wurde er mit Hits wie Dance with You, Eyes on You und Stolen bekannt. Er arbeitet an dem Nachfolger zu seinem mit Rishi Rich produzierten Album Me Against Myself.
Jay Sean hat 2008 sein neues Album My Own Way (ursprünglicher Titel Deal with It) veröffentlicht. Seit 2009 ist er bei Birdmans und Lil Waynes Label Cash Money Records unter Vertrag.
Im November 2009 veröffentlichte er sein Album All or Nothing.

## Diskografie
Studioalben

| Jahr | Titel Musiklabel                                          | Höchstplatzierung, Gesamtwochen, AuszeichnungChartplatzierungen (Jahr, Titel, Musiklabel, Platzierungen, Wochen, Auszeichnungen, Anmerkungen) | Höchstplatzierung, Gesamtwochen, AuszeichnungChartplatzierungen (Jahr, Titel, Musiklabel, Platzierungen, Wochen, Auszeichnungen, Anmerkungen) | Höchstplatzierung, Gesamtwochen, AuszeichnungChartplatzierungen (Jahr, Titel, Musiklabel, Platzierungen, Wochen, Auszeichnungen, Anmerkungen) | Höchstplatzierung, Gesamtwochen, AuszeichnungChartplatzierungen (Jahr, Titel, Musiklabel, Platzierungen, Wochen, Auszeichnungen, Anmerkungen) | Höchstplatzierung, Gesamtwochen, AuszeichnungChartplatzierungen (Jahr, Titel, Musiklabel, Platzierungen, Wochen, Auszeichnungen, Anmerkungen) | Anmerkungen                                                  |
| Jahr | Titel Musiklabel                                          | DE | AT | CH | UK | US | Anmerkungen                                                  |
| ---- | --------------------------------------------------------- | --- | --- | --- | --- | --- | ------------------------------------------------------------ |
| 2004 | Me Against Myself Relentless Records / Virgin Music (EMI) | — | — | — | UK29 Silber · (2 Wo.)UK | — | Erstveröffentlichung: 8. November 2004 Verkäufe: + 2.060.000 |
| 2008 | My Own Way Jayded (EMI)                                   | — | — | — | UK6 Silber · (5 Wo.)UK | — | Erstveröffentlichung: 12. Mai 2008 Verkäufe: + 100.000       |
| 2009 | All or Nothing Cash Money Records (UMG)                   | — | — | — | UK62 Gold · (7 Wo.)UK | US37 (18 Wo.)US | Erstveröffentlichung: 23. November 2009 Verkäufe: + 231.436  |
| 2013 | Neon Cash Money Records (UMG)                             | — | — | — | — | US116 (1 Wo.)US | Erstveröffentlichung: 30. Juli 2013                          |

## Auszeichnungen
- UK Asian Music Awards (AMAs)
  - 2005: Best Album (Me Against Myself)
  - 2005: Best Urban Act
  - 2005: Best Video (Stolen)
  - 2007: DesiHits Artist of the Year Award
  - 2008: Best Video (Ride It)
  - 2008: Best Urban Act
  - 2009: Best Album (My Own Way)
  - 2009: Best Male Act
  - 2009: Best Urban Act
  - 2010: Best Urban Act
  - 2010: Best Single (Down)
  - 2010: Album (All or Nothing)

- Channel U Best of British Awards
  - 2005: Channel U Best of British
  - 2008: Best Video (Ride it)

- MTV Russia Music Awards
  - 2008: Best international Artist

- UK Urban Music Awards
  - 2008: Best Collaboration (Down)

- Brit Asia Music Awards
  - 2010: Best UK Urban Act
  - 2010: Best Single (Down)